# Пансионат «Зелёный Бор»
Пансионат «Зелёный Бор» — посёлок в Лужском городском поселении Лужского района Ленинградской области.

## История
По данным 1966 года посёлок Пансионат «Зелёный Бор» в составе Лужского района не значился.
По данным 1973 года посёлок Пансионат «Зелёный Бор» входил в состав Калгановского сельсовета.
По данным 1990 года посёлок Пансионат «Зелёный Бор» входил в состав Межозёрного сельсовета.
В 1997 году в посёлке Пансионат «Зелёный Бор» Межозёрной волости проживали 558 человек, в 2002 году — 536 человек (русские — 84 %).
В 2007 году в посёлке Пансионат «Зелёный Бор» Лужского ГП проживали 525 человек.

## География
Посёлок расположен в южной части района на старом участке автодороги Р23 «Псков» (E 95, Санкт-Петербург — граница с Белоруссией) Луга — Межозёрный.
Расстояние до административного центра поселения — 2 км.
Посёлок находится на восточном берегу озера Малое в русле реки Студёнка.

## Демография
| 1997 | 2007 | 2010 | 2017 |
| ---- | ---- | ---- | ---- |
| 558  | ↘525 | ↘474 | ↘464 |

## Улицы
Детский городок Лесное

## Садоводства
Жемчужина, Мичуринское.